# Wanda Kraków (żużel)
Wanda Kraków – polski klub żużlowy z Krakowa. W latach 1958–1965 oraz, po reaktywacji, w latach 1993–2005 przystępował do udziału w rozgrywkach ligowych. W późniejszym czasie przestał funkcjonować.

## Historia klubu
Żużel w Krakowie zaczął swoją działalność w roku 1956, kiedy to powstał Auto Mobil Klub Nowa Huta. Zespół został zgłoszony do rozgrywek II ligi i startował w grupie „Południe”, na inaugurację zajmując ostatnie miejsce, skutkiem czego zakwalifikowano go do nowo utworzonej najniższej klasy rozgrywkowej – III ligi. Pod nową nazwą, AMK Kraków, zespół wygrał grupę „Południe” III ligi i uzyskał prawo awansu do II ligi. Przed sezonem 1958 sekcja żużlowa AMK została jednak rozwiązana i podzielona na dwa kluby: Wandę Nowa Huta i Cracovię. W ciągu dwóch kolejnych lat awans do II ligi uzyskały najpierw Wanda, potem Cracovia (w tym drugim przypadku zwycięstwo III ligi nie nabrało pełni smaku, ze względu na decyzję o jej likwidacji – wszystkie drużyny III-ligowe automatycznie zostały przeniesione do II ligi). Sekcja żużlowa Cracovii istniała do końca sezonu 1960. W tym samym sezonie Wanda odniosła największy sukces w historii klubu, awansując do I ligi. Paradoksalnie jednak największy historyczny sukces krakowskiego żużla okazał się przyczyną jego największej porażki. W międzyczasie klub wzmocnił się pozyskanym przed sezonem 1959 ze Skry Warszawa Maciejem Korusem, który swój transfer uzależnił m.in. od... zorganizowania jego ślubu w katedrze na Wawelu.
Awans do I ligi wywalczony w 1960 wzbudził oczekiwania, które nie zostały poparte wynikami – w gronie pierwszoligowców krakowian spotkał zimny prysznic w postaci 12 sromotnych porażek (bolesnych zwłaszcza przed własną publicznością), okraszonych jedynie niespodziewanym zwycięstwem w Częstochowie (44:33) i minimalną porażką z Legią Gdańsk (37,5:40,5) u siebie. Zwycięstwo na torze Włókniarza 14 maja 1961 wynikało poniekąd z osłabienia „Lwów” brakiem Stefana Kwoczały (dzień wcześniej podczas rundy Złotego Kasku w Nowej Hucie brał udział w karambolu, w wyniku którego doznał ciężkich obrażeń, co zakończyło jego karierę) i Bernarda Kacperaka.
Spadek do II ligi po katastrofalnym w wykonaniu krakowian sezonie 1961 był początkiem końca popularności tej dyscypliny w stolicy Małopolski. Z roku na rok sytuacja Wandy była coraz trudniejsza, począwszy od osłabienia brakiem poważnie kontuzjowanego Tadeusza Fijałkowskiego w sezonie 1962, aż do brzemiennego sezonu 1965, który rozpoczęła od kuriozalnej porażki. W spotkaniu z Polonią Piła przed własną publicznością po 12 wyścigach prowadziła 36:34. Ostatni XIII wyścig przegrała jednak 0:5 ponieważ prowadzącej parze Stanisław Chorabik – Jan Fijałkowski motocykle odmówiły posłuszeństwa. Seria kolejnych sześciu porażek skłoniła działaczy Wandy do wycofania się z rozgrywek, co jeden z nich tłumaczył prasie tak: ...bezpośrednią przyczyną tego kroku są trudności finansowe. Utrzymanie sekcji żużlowej przy słabej frekwencji widzów to sprawa wysokich wydatków, na które trudno znaleźć pokrycie. Działacze po cichu liczyli też na przejęcie sekcji żużlowej przez inny krakowski klub, do czego jednak nie doszło. Dotychczasowi liderzy krakowian, Stanisław Chorabik i Andrzej Tanaś, w serii rewanżowej zasili więc szeregi Unii Tarnów, wydatnie pomagając jej w zajęciu 2. miejsca w II lidze i awansie do I ligi w 1966 (odpowiednio 4. i 3. średnia biegopunktowa w drużynie Jaskółek). Ostatnim akordem żużlowego sezonu 1965 w Krakowie było rozegranie na obiekcie Wandy, już po likwidacji jej sekcji, dwóch swoich spotkań przez pierwszoligowca Śląska Świętochłowice (z Wybrzeżem Gdańsk i Polonią Bydgoszcz), obydwu dla niego zwycięskich.
Motocykle żużlowe zamilkły w Krakowie na 28 lat. W roku 1993 grupa sympatyków żużla powołała sekcję na nowo, a krakowscy zawodnicy startowali w II lidze żużlowej, niejednokrotnie wycofując się z rozgrywek w trakcie sezonu z powodu braku funduszy – aż do sezonu 2006, do którego drużyna już w ogóle nie przystąpiła. Z tych samych powodów, dla których Kraków zniknął w połowie lat 60. z żużlowej mapy Polski, próba jego reaktywacji w latach 90. również zakończyła się fiaskiem. Nikłe zainteresowanie żużlem wśród krakowian nie pozwoliło nowej Wandzie utrzymać sponsoringu firmy Realbud, ani pozyskać znaczących środków od innych sponsorów. W tej sytuacji nie pomogła nawet pomoc sprzętowa i kadrowa Unii Tarnów. Po trzech kolejnych, nieudanych próbach odjechania całego sezonu, działacze krakowscy poddali się i wycofali sekcję z rozgrywek. W 2007 roku grupa „zapaleńców” postanowiła jednak reaktywować speedway w Nowej Hucie. Pozyskano sponsora który zorganizował kilka zawodów żużlowych. Sekcja planowała zgłosić Wandę Kraków do rozgrywek II ligi w 2008 roku, ale szybkie wycofanie się ze sponsoringu firmy Speedway Rider z Częstochowy oraz ostre wymogi licencyjne, spowodowały, że po raz kolejny nie udało się reaktywować żużla w Krakowie.
Powstałe w październiku 2009 roku stowarzyszenie Speedway Wanda Kraków, będące oddzielną, samodzielną organizacją, zgłosiło drużynę do rozgrywek II ligi żużlowej sezonu 2010.
Od 2020 roku drużyna nie bierze udziału w rozgrywkach żużlowych. Spowodowane jest to problemami finansowymi klubu, a zaległości wobec zawodników sięgają 2016 roku.
12. Grudnia 2023 roku w stolicy Małopolski na nowo powstała żużlowa spółka, pod nazwą "Speedway Kraków". Po problemach ze zbyt późnym podpisaniem umowy o dzierżawie stadionu żużlowego w Krakowie, zespół musiał zrezygnować z ligowego ścigania w sezonie 2024. W sezonie 2025 drużyna, po wielu latach przerwy, przystąpiła do rozgrywek w Krajowej Lidze Żużlowej (3. poziom rozgrywkowy).

## Poszczególne sezony
| Sezon | Rozgrywki ligowe | Rozgrywki ligowe | Rozgrywki ligowe | Rozgrywki ligowe | Uwagi                                               |
| Sezon | Liga             | Liga             | Miejsce          | Miejsce          | Uwagi                                               |
| ----- | ---------------- | ---------------- | ---------------- | ---------------- | --------------------------------------------------- |
| 1958  | III              | III liga         | 2/10             | 2/10             |                                                     |
| 1959  | II               | II liga          | 4/8              | 4/8              |                                                     |
| 1960  | II               | II liga          | 2/11             | 2/11             | Przegrane baraże o 1. miejsce w II lidze i awans    |
| 1960  | II               | II liga          | 2/11             | 2/11             | Awans – odstąpiono od decyzji o zmniejszeniu I ligi |
| 1961  | I                | I liga           | 8/8              | 8/8              |                                                     |
| 1962  | II               | II liga          | 6/12             | 6/12             |                                                     |
| 1963  | II               | II liga          | 10/12            | 8/12             |                                                     |
| 1964  | II               | II liga          | 6/11             | 8/12             |                                                     |
| 1965  | II               | II liga          | –                |                  | Klub wycofał się z rozgrywek                        |
|       |                  |                  |                  |                  |                                                     |
| 1993  | II               | II liga          | 7/10             | 7/10             |                                                     |
| 1994  | II               | II liga          | 8/10             | 8/10             |                                                     |
| 1995  | II               | II liga          | 6/10             | 6/10             |                                                     |
| 1996  | II               | II liga          | 7/12             | 7/12             |                                                     |
| 1997  | II               | II liga          | 11/11            | 11/11            |                                                     |
| 1998  | II               | II liga          | 11/12            | 11/12            |                                                     |
| 1999  | II               | II liga          | 13/13            | 13/13            |                                                     |
| 2000  | III              | II liga          | 7/7              | 7/7              |                                                     |
| 2001  | III              | II liga          | 7/7              | 7/7              |                                                     |
| 2002  | III              | II liga          | 6/7              | 6/7              |                                                     |
| 2003  | III              | II liga          | 6/6              | 6/6              | Klub wycofał się z rozgrywek po 5 kolejce           |
| 2004  | III              | II liga          | –                | –                | Klub wycofał się z rozgrywek                        |
| 2005  | III              | II liga          | –                | –                | Klub wycofał się z rozgrywek                        |
|       |                  |                  |                  |                  |                                                     |
| 2025  | \|\|\|           | KLŻ (\|\| liga)  | -                | -                | Sezon w trakcie rozgrywania.                        |

| Poziom ligowy | Liczba sezonów | Sezony                          |
| ------------- | -------------- | ------------------------------- |
| I             | 1              | 1961                            |
| II            | 12             | 1959–1960, 1962–1964, 1993–1999 |
| III           | 5              | 1958, 2000–2003                 |